# 치즈 풀
치즈 풀(cheese pull)은 녹은 치즈가 늘어나는 현상이다. 이는 식욕을 돋우는 것으로 여겨지며 음식 광고와 소셜 미디어에 자주 등장한다.
다양한 치즈 품종이 다양한 온도에서 얼마나 늘어나고 두꺼워지는지를 결정하기 위한 여러 연구가 수행되었다. 체다 치즈와 모차렐라는 치즈 풀을 위한 최고의 치즈 중 두 가지로 묘사되었다. 다양한 브랜드와 레스토랑은 치즈 풀의 인지된 품질에 따라 비교되었다. 식품 첨가물인 시트르산 나트륨은 녹은 치즈를 더 잘 늘어나게 하는 방법으로 제안되었다.
다양한 기관에서 가장 긴 치즈 풀에 대한 세계 기록을 추적해왔다. 그러한 기록 중 하나는 2016년 카를로 알베르토 오레키아(Carlo Alberto Orecchia)가 피자 조각으로 41.5인치 치즈 풀을 달성했을 때 레코드세터(RecordSetter)에 의해 기록되었다. 2023년, 도리토스 사는 헬리콥터를 사용하여 49피트 치즈 풀을 달성했다. 이 묘기에는 265파운드의 체다와 모차렐라 혼합물, 그리고 4피트 너비의 나초가 사용되었다.
2023년 기사에서는 "#cheesepull" 해시태그가 다양한 소셜 미디어 플랫폼에서 수십만 번 사용되었다고 주장했다. 여러 언론인들은 이 개념이 식욕을 돋우지 않거나 요리의 맛이나 품질에 대해 오해를 불러일으킨다고 비판했다.